# MTV Movie & TV Awards
Die MTV Movie & TV Awards (bis einschließlich 2016 MTV Movie Awards) werden seit 1992 von dem US-Fernsehnetzwerk MTV verliehen, allerdings nicht in traditionellen Kategorien wie Beste Kostüme oder Bester Schnitt, sondern in teilweise recht absonderlich anmutenden Kategorien wie beispielsweise Bester Filmbösewicht, Beste Kampfszene oder Bester Filmkuss. In den Jahren 2006 und 2007 und dann erneut in späteren Jahren wurde bei den Awards nicht nach Geschlecht unterschieden, sodass etwa die Kategorien Beste Schauspielerin und Bester Schauspieler zum Preis für die Beste Darstellung verschmolzen. 2008 wurde die Unterscheidung wieder aufgenommen. Die Awards sind ein Publikumspreis; die Gewinner werden durch eine Online-Wahl ermittelt.
Die MTV Movie Awards sollten nicht mit den MTV Video Music Awards verwechselt werden.

## Preisträger der bisherigen Verleihungen

### 1992
- Bester Film: Terminator 2 – Tag der Abrechnung
- Beste Schauspielerin: Linda Hamilton (Terminator 2 – Tag der Abrechnung)
- Bester Schauspieler: Arnold Schwarzenegger (Terminator 2 – Tag der Abrechnung)
- Bester Bösewicht: Rebecca De Mornay (Die Hand an der Wiege)
- Begehrenswertester Schauspieler: Keanu Reeves (Gefährliche Brandung)
- Begehrenswerteste Schauspielerin: Linda Hamilton (Terminator 2 – Tag der Abrechnung)
- Beste Newcomer: Edward Furlong (Terminator 2 – Tag der Abrechnung)
- Bester Komiker: Billy Crystal (City Slickers – Die Großstadt-Helden)
- Bestes Film-Team: Mike Myers und Dana Carvey (Wayne’s World)
- Bester Filmkuss: Anna Chlumsky und Macaulay Culkin (My Girl – Meine erste Liebe)
- Beste Action-Szene: Terminator 2 – Tag der Abrechnung
- Bester Song: Bryan Adams mit Everything I Do I Do It For You (Robin Hood – König der Diebe)
- Bester Newcomer Regie: John Singleton (Boyz n the Hood – Jungs im Viertel)

### 1993
- Bester Film: Eine Frage der Ehre
- Beste Schauspielerin: Sharon Stone (Basic Instinct)
- Bester Schauspieler: Denzel Washington (Malcolm X)
- Bester Bösewicht: Jennifer Jason Leigh (Weiblich, ledig, jung sucht …)
- Begehrenswertester Schauspieler: Christian Slater (Real Love)
- Begehrenswerteste Schauspielerin: Sharon Stone (Basic Instinct)
- Beste Newcomerin: Marisa Tomei (Mein Vetter Winnie)
- Bester Komiker: Robin Williams (Aladdin)
- Bestes Film-Team: Danny Glover und Mel Gibson (Brennpunkt L.A. – Die Profis sind zurück)
- Bester Filmkuss: Marisa Tomei und Christian Slater (Real Love)
- Beste Action-Szene: Mel Gibson (Brennpunkt L.A. – Die Profis sind zurück)
- Bester Song: Whitney Houston mit I Will Always Love You (Bodyguard)
- Bester Newcomer Regie: Carl Franklin (One False Move)
- Bester Film Europa: Bodyguard

### 1994
- Bester Film: Menace II Society
- Beste Schauspielerin: Janet Jackson (Poetic Justice)
- Bester Schauspieler: Tom Hanks (Philadelphia)
- Bester Bösewicht: Alicia Silverstone (Das Biest)
- Begehrenswertester Schauspieler: William Baldwin (Sliver)
- Begehrenswerteste Schauspielerin: Janet Jackson (Poetic Justice)
- Beste Newcomerin: Alicia Silverstone (Das Biest)
- Bester Komiker: Robin Williams (Mrs. Doubtfire – Das stachelige Kindermädchen)
- Bestes Film-Team: Harrison Ford und Tommy Lee Jones (Auf der Flucht)
- Bester Filmkuss: Demi Moore und Woody Harrelson (Ein unmoralisches Angebot)
- Beste Action-Szene: Auf der Flucht
- Bester Song: Michael Jackson mit Will You Be There (Free Willy – Ruf der Freiheit)
- Bester Newcomer Regie: Steven Zaillian (Das Königsspiel)
- Lebenswerk: Richard Roundtree für Shaft

### 1995
- Bester Film: Pulp Fiction
- Beste Schauspielerin: Sandra Bullock (Speed)
- Bester Schauspieler: Brad Pitt (Interview mit einem Vampir)
- Bester Bösewicht: Dennis Hopper (Speed)
- Begehrenswertester Schauspieler: Brad Pitt (Interview mit einem Vampir)
- Begehrenswerteste Schauspielerin: Sandra Bullock (Speed)
- Beste Newcomerin: Kirsten Dunst (Interview mit einem Vampir)
- Bester Komiker: Jim Carrey (Dumm und Dümmer)
- Bestes Film-Team: Keanu Reeves und Sandra Bullock (Speed)
- Bester Filmkuss: Lauren Holly und Jim Carrey (Dumm und Dümmer)
- Beste Tanz-Szene: Uma Thurman und John Travolta (Pulp Fiction)
- Beste Action-Szene: Speed
- Bester Song: Stone Temple Pilots mit Big Empty (The Crow – Die Krähe)
- Bester Newcomer Regie: Steve James (Hoop Dreams)
- Lebenswerk: Jackie Chan

### 1996
- Bester Film: Sieben
- Beste Schauspielerin: Alicia Silverstone (Clueless – Was sonst!)
- Bester Schauspieler: Jim Carrey (Ace Ventura – Jetzt wird’s wild)
- Bester Bösewicht: Kevin Spacey (Sieben)
- Begehrenswertester Schauspieler: Brad Pitt (Sieben)
- Begehrenswerteste Schauspielerin: Alicia Silverstone (Clueless – Was sonst!)
- Beste Newcomer: George Clooney (From Dusk Till Dawn)
- Bester Komiker: Jim Carrey (Ace Ventura – Jetzt wird’s wild)
- Bestes Film-Team: Chris Farley und David Spade (Tommy Boy – Durch dick und dünn)
- Bester Filmkuss: Natasha Henstridge und Anthony Guidera (Species)
- Beste Kampfszene: Adam Sandler vs. Bob Barker (Happy Gilmore)
- Beste Action-Szene: Braveheart
- Bester Song: Brandy mit Sittin' Up In My Room (Warten auf Mr. Right)
- Bester Newcomer Regie: Wes Anderson (Durchgeknallt)

### 1997
- Bester Film: Scream – Schrei!
- Beste Schauspielerin: Claire Danes (William Shakespeares Romeo + Julia)
- Bester Schauspieler: Tom Cruise (Jerry Maguire – Spiel des Lebens)
- Bester Bösewicht: Jim Carrey (Cable Guy – Die Nervensäge)
- Beste Newcomer: Matthew McConaughey (Die Jury)
- Bester Komiker: Jim Carrey (Cable Guy – Die Nervensäge)
- Bestes Film-Team: Sean Connery und Nicolas Cage (The Rock – Fels der Entscheidung)
- Bester Filmkuss: Will Smith und Vivica A. Fox (Independence Day)
- Beste Kampfszene: Robin Tunney vs. Fairuza Balk (Der Hexenclub)
- Beste Action-Szene: Twister
- Bester Song: Bush mit Machinehead (Fear – Wenn Liebe Angst macht)
- Bester Newcomer Regie: Doug Liman (Swingers)

### 1998
- Bester Film: Titanic
- Beste Schauspielerin: Neve Campbell (Scream 2)
- Bester Schauspieler: Leonardo DiCaprio (Titanic)
- Bester Bösewicht: Mike Myers (Austin Powers – Das Schärfste, was Ihre Majestät zu bieten hat)
- Beste Newcomerin: Heather Graham (Boogie Nights)
- Bester Komiker: Jim Carrey (Der Dummschwätzer)
- Bestes Film-Team: John Travolta und Nicolas Cage (Im Körper des Feindes)
- Bester Filmkuss: Adam Sandler und Drew Barrymore (Eine Hochzeit zum Verlieben)
- Beste Kampfszene: Will Smith vs. Alien (Men in Black)
- Beste Action-Szene: Im Körper des Feindes
- Beste Tanz-Szene: Mike Myers (Austin Powers – Das Schärfste, was Ihre Majestät zu bieten hat)
- Bester Song: Will Smith mit Men in Black (Men in Black)
- Bester Newcomer Regie: Peter Cattaneo (Ganz oder gar nicht)
- Lebenswerk: Clint Howard

### 1999
- Bester Film: Verrückt nach Mary
- Beste Schauspielerin: Cameron Diaz (Verrückt nach Mary)
- Bester Schauspieler: Jim Carrey (Die Truman Show)
- Bester Bösewicht: Stephen Dorff (Blade) und Matt Dillon (Verrückt nach Mary)
- Beste Newcomerin: Katie Holmes (Dich kriegen wir auch noch!)
- Bester Newcomer: James van der Beek (Varsity Blues)
- Bester Komiker: Adam Sandler (Waterboy – Der Typ mit dem Wasserschaden)
- Bestes Film-Team: Jackie Chan, Chris Tucker (Rush Hour)
- Bester Filmkuss: Joseph Fiennes und Gwyneth Paltrow (Shakespeare in Love)
- Beste Kampfszene: Ben Stiller vs. Puffy the Dog (Verrückt nach Mary)
- Beste Action-Szene: Armageddon (Zerstörung New Yorks)
- Bester Song: Aerosmith mit I Don’t Want to Miss a Thing (Armageddon)
- Bester Newcomer Regie: Guy Ritchie (Bube, Dame, König, grAs)

### 2000
- Bester Film: Matrix
- Beste Schauspielerin: Sarah Michelle Gellar (Eiskalte Engel)
- Bester Schauspieler: Keanu Reeves (Matrix)
- Bester Bösewicht: Mike Myers (Austin Powers – Spion in geheimer Missionarsstellung)
- Beste Newcomerin: Julia Stiles (10 Dinge, die ich an Dir hasse)
- Bester Newcomer: Haley Joel Osment (The Sixth Sense)
- Bester Komiker: Adam Sandler (Big Daddy)
- Bestes Film-Team: Verne Troyer, Mike Myers (Austin Powers – Spion in geheimer Missionarsstellung)
- Bester Filmkuss: Selma Blair und Sarah Michelle Gellar (Eiskalte Engel)
- Beste Kampfszene: Laurence Fishburne vs. Keanu Reeves (Matrix)
- Beste Action-Szene: Star Wars: Episode I – Die dunkle Bedrohung (Podrace)
- Bester musikalischer Moment: Matt Stone und Trey Parker mit Uncle Fucka (South Park: Der Film – größer, länger, ungeschnitten)
- Bester Newcomer Regie: Spike Jonze (Being John Malkovich)

### 2001
- Bester Film: Gladiator
- Beste Schauspielerin: Julia Roberts (Erin Brockovich)
- Bester Schauspieler: Tom Cruise (Mission: Impossible II)
- Bester Bösewicht: Jim Carrey (Der Grinch)
- Beste Newcomerin: Erika Christensen (Traffic – Macht des Kartells)
- Bester Newcomer: Sean Patrick Thomas (Save the Last Dance)
- Bester Komiker: Ben Stiller (Meine Braut, ihr Vater und ich)
- Bestes Film-Team: Drew Barrymore, Cameron Diaz und Lucy Liu (3 Engel für Charlie)
- Bester Filmkuss: Julia Stiles und Sean Patrick Thomas (Save the Last Dance)
- Beste Kampfszene: Zhang Ziyi vs. gesamte Bar (Tiger & Dragon)
- Beste Action-Szene: Mission: Impossible II (Motorradverfolgungsjagd)
- Bester musikalischer Moment: Piper Perabo mit One Way Or Another (Coyote Ugly)

### 2002
- Bester Film: Der Herr der Ringe: Die Gefährten
- Beste Schauspielerin: Nicole Kidman (Moulin Rouge)
- Bester Schauspieler: Will Smith (Ali)
- Bester Bösewicht: Denzel Washington (Training Day)
- Beste Newcomerin: Mandy Moore (A Walk to Remember)
- Bester Newcomer: Orlando Bloom (Der Herr der Ringe: Die Gefährten)
- Bester Komiker: Reese Witherspoon (Natürlich blond)
- Bestes Film-Team: Vin Diesel und Paul Walker (The Fast and the Furious)
- Bester Filmkuss: Jason Biggs und Seann William Scott (American Pie 2)
- Beste Kampfszene: Chris Tucker und Jackie Chan vs. The Hong Kong Gang (Rush Hour 2)
- Beste Action-Szene: Pearl Harbor (Angriffsszene)
- Beste Musikal-Szene: Ewan McGregor und Nicole Kidman (Moulin Rouge)

### 2003
- Bester Film: Der Herr der Ringe: Die zwei Türme
- Beste Schauspielerin: Kirsten Dunst (Spider-Man)
- Bester Schauspieler: Eminem (8 Mile)
- Bester Bösewicht: Daveigh Chase (Ring)
- Beste Newcomerin: Jennifer Garner (Daredevil)
- Bester Newcomer: Eminem (8 Mile)
- Bester Komiker: Mike Myers (Austin Powers in Goldständer)
- Bestes Film-Team: Elijah Wood, Sean Astin und Andy Serkis (Der Herr der Ringe: Die zwei Türme)
- Bester Filmkuss: Tobey Maguire und Kirsten Dunst (Spider-Man)
- Beste Kampfszene: Yoda vs. Christopher Lee (Star Wars: Episode II – Angriff der Klonkrieger)
- Beste Action-Szene: Der Herr der Ringe: Die zwei Türme (Schlacht von Helms Klamm)
- Bester virtueller Charakter: Gollum (Der Herr der Ringe: Die zwei Türme)

### 2004
- Bester Film: Der Herr der Ringe: Die Rückkehr des Königs
- Beste Schauspielerin: Uma Thurman (Kill Bill – Volume 1)
- Bester Schauspieler: Johnny Depp (Fluch der Karibik)
- Bester Bösewicht: Lucy Liu (Kill Bill – Volume 1)
- Beste Newcomerin: Lindsay Lohan (Freaky Friday)
- Bester Newcomer: Shawn Ashmore (X-Men 2)
- Bestes Film-Team: Drew Barrymore und Adam Sandler (50 erste Dates)
- Bester Filmkuss: Amy Smart und Carmen Electra (Starsky & Hutch)
- Beste Kampfszene: Uma Thurman vs. Chiaki Kuriyama (Kill Bill – Volume 1)
- Beste Action-Szene: Der Herr der Ringe: Die Rückkehr des Königs (Schlacht bei Gondor)
- Beste Tanz-/Musik-szene: Seann William Scott (American Pie – Jetzt wird geheiratet)
- Beste Comedy-Szene: Jack Black (School of Rock)
- Beste/r Trans-Atlantik Newcomer/in: Martine McCutcheon (Tatsächlich… Liebe)

### 2005
- Bester Film: Napoleon Dynamite
- Beste Schauspielerin: Lindsay Lohan (Girls Club – Vorsicht bissig!)
- Bester Schauspieler: Leonardo DiCaprio (Aviator)
- Bester Bösewicht: Ben Stiller (Voll auf die Nüsse)
- Beste Newcomerin: Rachel McAdams (Girls Club – Vorsicht bissig!)
- Bester Newcomer: Jon Heder (Napoleon Dynamite)
- Bestes Film-Team: Lindsay Lohan, Rachel McAdams, Lacey Chabert und Amanda Seyfried (Girls Club – Vorsicht bissig!)
- Bester Filmkuss: Rachel McAdams und Ryan Gosling (Wie ein einziger Tag)
- Beste Kampfszene: Uma Thurman vs. Daryl Hannah (Kill Bill – Volume 2)
- Beste Action-Szene: The Day After Tomorrow (Zerstörung von Los Angeles)
- Beste Tanz-/Musikszene: Jon Heder (Napoleon Dynamite)
- Lustigste Szene: Dustin Hoffman (Meine Frau, ihre Schwiegereltern und ich)
- Verängstigste Darbietung: Dakota Fanning (Hide and Seek)
- Bestes Computerspiel basierend auf einem Film: The Chronicles of Riddick: Escape from Butcher Bay (Riddick: Chroniken eines Kriegers)

### 2006
- Bester Film: Die Hochzeits-Crasher
- Beste Darstellung: Jake Gyllenhaal (Brokeback Mountain)
- Beste Comedy-Darstellung: Steve Carell (Jungfrau (40), männlich, sucht)
- Bestes Leinwand-Team: Vince Vaughn und Owen Wilson (Die Hochzeits-Crasher)
- Bester Bösewicht: Hayden Christensen (Star Wars: Episode III – Die Rache der Sith)
- Beste Newcomerin: Isla Fisher (Die Hochzeits-Crasher)
- Bester Filmheld: Christian Bale (Batman Begins)
- Beste Sexy Darstellung: Jessica Alba (Sin City)
- Beste Kampfszene: Angelina Jolie gegen Brad Pitt (Mr. & Mrs. Smith)
- Bester Filmkuss: Jake Gyllenhaal und Heath Ledger (Brokeback Mountain)
- Verängstigste Darbietung: Jennifer Carpenter (Der Exorzismus von Emily Rose)
- Studentenpreis: Joshua Caldwell (A Beautiful Lie)

### 2007
- Bester Film: Pirates of the Caribbean – Fluch der Karibik 2
- Beste Darstellung: Johnny Depp (Pirates of the Caribbean – Fluch der Karibik 2)
- Bester Bösewicht: Jack Nicholson (Departed – Unter Feinden)
- Beste/r Newcomer/in: Jaden Smith (Das Streben nach Glück)
- Beste Comedy-Darstellung: Sacha Baron Cohen (Borat)
- Bester Filmkuss: Will Ferrell und Sacha Baron Cohen (Ricky Bobby – König der Rennfahrer)
- Beste Kampfszene: Gerard Butler (300)
- Bester unveröffentlichter Sommerfilm: Transformers
- Beste Film-Parodie: United 300
- MTV Generation Award: Mike Myers
- Studentenpreis: Josh Greenbaum (Border Patrol)

### 2008
- Bester Film: Transformers
- Bester Schauspieler: Will Smith (I am Legend)
- Bester Schauspieler: Elliot Page[2] (Juno)
- Bester Bösewicht: Johnny Depp (Sweeney Todd)
- Beste/r Newcomer/in: Zac Efron (Hairspray)
- Beste Darstellung in einer Komödie: Johnny Depp (Pirates of the Caribbean – Am Ende der Welt)
- Bester Filmkuss: Briana Evigan und Robert Hoffman (Step Up to the Streets)
- Beste Kampfszene: Sean Faris und Cam Gigandet (Never Back Down)
- Bester unveröffentlichter Sommerfilm: Iron Man
- MTV Generation Award: Adam Sandler

### 2009
- Bester Film: Twilight – Biss zum Morgengrauen
- Bester Schauspieler: Zac Efron (High School Musical 3: Senior Year)
- Beste Schauspielerin: Kristen Stewart (Twilight – Biss zum Morgengrauen)
- Bester Bösewicht: Heath Ledger (The Dark Knight)
- Beste Comedy-Darstellung: Jim Carrey (Der Ja-Sager)
- Beste Kampfszene: Robert Pattinson vs. Cam Gigandet (Twilight – Biss zum Morgengrauen)
- Bester Filmkuss: Robert Pattinson und Kristen Stewart (Twilight – Biss zum Morgengrauen)
- Beste Newcomerin: Ashley Tisdale (High School Musical 3: Senior Year)
- Bester Newcomer: Robert Pattinson (Twilight – Biss zum Morgengrauen)
- Bester Filmsong: Miley Cyrus mit 'The Climb' (Hannah Montana – Der Film)
- MTV Generation Award: Ben Stiller

### 2010
- Bester Film: New Moon – Biss zur Mittagsstunde
- Bester Schauspieler: Robert Pattinson (New Moon – Biss zur Mittagsstunde)
- Beste Schauspielerin: Kristen Stewart (New Moon – Biss zur Mittagsstunde)
- Bester Bösewicht: Tom Felton (Harry Potter und der Halbblutprinz)
- Beste Comedy-Darstellung: Zach Galifianakis (Hangover)
- Beste Kampfszene: Beyoncé vs. Ali Larter (Obsessed)
- Bester Filmkuss: Robert Pattinson und Kristen Stewart (New Moon – Biss zur Mittagsstunde)
- Beste Newcomerin: Anna Kendrick (Up in the Air)
- Bester WTF-Moment: Ken Jeong (Hangover) – „Naked Trunk Surprise“
- Bester Angsthase: Amanda Seyfried (Jennifer’s Body – Jungs nach ihrem Geschmack)
- Größter „Badass Star“: Rain (Ninja Assassin)
- Globaler Superstar: Robert Pattinson
- MTV Generation Award: Sandra Bullock

### 2011
- Bester Film: Eclipse – Biss zum Abendrot
- Bester Schauspieler: Robert Pattinson (Eclipse – Biss zum Abendrot)
- Beste Schauspielerin: Kristen Stewart (Eclipse – Biss zum Abendrot)
- Bester Bösewicht: Tom Felton (Harry Potter und die Heiligtümer des Todes – Teil 1)
- Beste Comedy-Darstellung: Emma Stone (Einfach zu haben)
- Beste Kampfszene: Robert Pattinson vs. Bryce Dallas Howard und Xavier Samuel (Eclipse – Biss zum Abendrot)
- Bester Filmkuss: Robert Pattinson und Kristen Stewart (Eclipse – Biss zum Abendrot)
- Beste Newcomerin: Chloë Moretz (Kick-Ass)
- Bester WTF-Moment: Justin Bieber (Justin Bieber: Never Say Never) – „Who knew getting a Bieber lap dance would only cost as much as a movie ticket?“
- Bester Angsthase: Elliot Page (Inception)
- Größter „Badass Star“: Chloë Moretz
- Bestes Filmzitat: „I want to get Chocolate Wasted!“ – Alexys Nycole Sanchez (Kindsköpfe)
- MTV Generation Award: Reese Witherspoon

### 2012
- Bester Film: Breaking Dawn – Biss zum Ende der Nacht, Teil 1
- Bester Schauspieler: Josh Hutcherson (Die Tribute von Panem – The Hunger Games)
- Beste Schauspielerin: Jennifer Lawrence (Die Tribute von Panem – The Hunger Games)
- Beste Newcomerin: Shailene Woodley (The Descendants – Familie und andere Angelegenheiten)
- Beste Comedy-Darstellung: Melissa McCarthy (Brautalarm)
- Beste Filmmusik: Party Rock Anthem – LMFAO (21 Jump Street)
- Beste Filmverwandlung: Elizabeth Banks (Die Tribute von Panem – The Hunger Games)
- Beste Magenumdreh-Performance: Kristen Wiig, Maya Rudolph, Rose Byrne, Melissa McCarthy, Wendi McLendon-Covey und Ellie Kemper (Brautalarm)
- Bester Filmkuss: Robert Pattinson und Kristen Stewart (Breaking Dawn – Biss zum Ende der Nacht, Teil 1)
- Beste Kampfszene: Jennifer Lawrence und Josh Hutcherson vs. Alexander Ludwig (Die Tribute von Panem – The Hunger Games)
- Bestes Ensemble: Daniel Radcliffe, Emma Watson, Rupert Grint und Tom Felton (Harry Potter und die Heiligtümer des Todes: Teil 2)
- Bester Leinwand-Drecksack: Jennifer Aniston (Kill the Boss)
- Bester Filmheld: Harry Potter (Harry Potter und die Heiligtümer des Todes: Teil 2)
- MTV Generation Award: Johnny Depp
- MTV Trailblazer Award: Emma Stone

### 2013
- Bester Film: Marvel’s The Avengers
- Bester Schauspieler: Bradley Cooper (Silver Linings)
- Beste Schauspielerin: Jennifer Lawrence (Silver Linings)
- Beste Newcomerin: Rebel Wilson (Pitch Perfect)
- Bester Bösewicht: Tom Hiddleston (Marvel’s The Avengers)
- Bester Angsthase: Suraj Sharma (Life of Pi: Schiffbruch mit Tiger)
- Bester Oben-Ohne Auftritt: Taylor Lautner (Breaking Dawn – Biss zum Ende der Nacht, Teil 2)
- Größter Sommer „Badass Star“: Chloë Moretz (Kick-Ass 2)
- Bester Filmkuss: Jennifer Lawrence und Bradley Cooper  (Silver Linings)
- Beste Kampfszene: Robert Downey Jr., Chris Evans, Mark Ruffalo, Chris Hemsworth, Scarlett Johansson und Jeremy Renner vs. Tom Hiddleston (Marvel’s The Avengers)
- Bestes Filmpaar: Mark Wahlberg und Seth MacFarlane (Ted)
- Bester Musik Moment: Anna Kendrick, Rebel Wilson, Anna Camp, Brittany Snow, Alexis Knapp, Ester Dean und Hana Mae Lee – „No Diggity“ (Pitch Perfect)
- Bester Filmheld: Bilbo Beutlin (Der Hobbit – Eine unerwartete Reise)
- Bester WTF Moment: Jamie Foxx und Samuel L. Jackson – Candieland Gets Smoked (Django Unchained)
- Comedic Genius Award: Will Ferrell
- MTV Trailblazer Award: Emma Watson

### 2014
- Bester Film: Die Tribute von Panem – Catching Fire
- Bester Schauspieler: Josh Hutcherson (Die Tribute von Panem – Catching Fire)
- Beste Schauspielerin: Jennifer Lawrence (Die Tribute von Panem – Catching Fire)
- Bester Newcomer: Will Poulter (Wir sind die Millers)
- Bester Bösewicht: Mila Kunis (Die fantastische Welt von Oz)
- Bester Oben-Ohne Auftritt: Zac Efron (Für immer Single?)
- Bester Filmkuss: Emma Roberts, Jennifer Aniston und Will Poulter (Wir sind die Millers)
- Beste Kampfszene: Orlando Bloom und Evangeline Lilly vs. Orcs (Der Hobbit: Smaugs Einöde)
- Bestes Filmpaar: Vin Diesel und Paul Walker (Fast & Furious 6)
- Bester Musik Moment: Backstreet Boys, Jay Baruchel, Seth Rogen und Craig Robinson (Das ist das Ende)
- Bester Filmheld: Henry Cavill (Man of Steel)
- Bester WTF Moment: Leonardo DiCaprio (The Wolf of Wall Street)
- Bester Comedy Auftritt: Jonah Hill (The Wolf of Wall Street)
- Beste Verwandlung: Jared Leto (Dallas Buyers Club)
- MTV Trailblazer Award: Channing Tatum
- MTV Generation Award: Mark Wahlberg

### 2015
- Bester Film: Das Schicksal ist ein mieser Verräter
- Bester Schauspieler: Bradley Cooper (American Sniper)
- Beste Schauspielerin: Shailene Woodley (Das Schicksal ist ein mieser Verräter)
- Bester Newcomer: Dylan O’Brien (Maze Runner – Die Auserwählten im Labyrinth)
- Bester Bösewicht: Meryl Streep (Into the Woods)
- Bester Angsthase: Jennifer Lopez (The Boy Next Door)
- Bester Oben-Ohne Auftritt: Zac Efron (Bad Neighbors)
- Bester Filmkuss: Ansel Elgort und Shailene Woodley (Das Schicksal ist ein mieser Verräter)
- Beste Kampfszene: Dylan O’Brien vs. Will Poulter (Maze Runner – Die Auserwählten im Labyrinth)
- Bestes Filmpaar: Zac Efron und Dave Franco (Bad Neighbors)
- Bester Musikmoment: Jennifer Lawrence (Die Tribute von Panem – Mockingjay Teil 1)
- Bester Filmheld: Dylan O’Brien (Maze Runner – Die Auserwählten im Labyrinth)
- Bester WTF Moment: Rose Byrne und Seth Rogen (Bad Neighbors)
- Bester Comedy-Darbietung: Channing Tatum (22 Jump Street)
- Beste Filmverwandlung: Elizabeth Banks (Die Tribute von Panem – Mockingjay Teil 1)
- MTV Trailblazer Award: Shailene Woodley
- MTV Comedic Genius Award: Kevin Hart
- MTV Generation Award: Robert Downey Jr.

### 2016
- Bester Film: Star Wars: Das Erwachen der Macht
- Bester Schauspieler: Leonardo DiCaprio (The Revenant – Der Rückkehrer)
- Beste Schauspielerin: Charlize Theron (Mad Max: Fury Road)
- Bester Newcomer: Daisy Ridley (Star Wars: Das Erwachen der Macht)
- Bester Filmheld: Jennifer Lawrence (Die Tribute von Panem – Mockingjay Teil 2)
- Bester Actionheld: Chris Pratt (Jurassic World)
- Beste wahre Geschichte: Straight Outta Compton
- Beste Dokumentation: Amy
- Bester Comedy-Darbietung: Ryan Reynolds (Deadpool)
- Beste Kampfszene: Ryan Reynolds vs. Ed Skrein (Deadpool)
- Bester Filmkuss: Rebel Wilson und Adam DeVine (Pitch Perfect 2)
- Bester Bösewicht: Adam Driver (Star Wars: Das Erwachen der Macht)
- Beste virtuelle Darstellung: Amy Poehler (Alles steht Kopf)
- Bestes Ensemble: Pitch Perfect 2
- MTV Generation Award: Will Smith
- Comedic Genius Award: Melissa McCarthy

### 2017
- Generation Award: Fast-&-Furios-Filmreihe
- Film des Jahres: Die Schöne und das Biest (Beauty and the Beast)
- Bester Filmschauspieler: Emma Watson – Die Schöne und das Biest (Beauty and the Beast)
- Beste Serie: Stranger Things
- Bester Schauspieler in einer Serie: Millie Bobby Brown – Stranger Things
- Bester Kuss: Ashton Sanders und Jharrel Jerome – Moonlight
- Bester Bösewicht: Jeffrey Dean Morgan – The Walking Dead
- Bester Gastgeber: Trevor Noah – The Daily Show
- Beste Dokumentation: Der 13. (The 13th)
- Bester Reality-Wettbewerb: RuPaul’s Drag Race
- Bester Held: Taraji P. Henson – Hidden Figures – Unerkannte Heldinnen (Hidden Figures)
- Tränendrüsendrücker: This Is Us – Das ist Leben (This Is Us) – Jack und Randall beim Karate
- Next Generation: Daniel Kaluuya
- Bestes Duo: Hugh Jackman und Dafne Keen – Logan – The Wolverine (Logan)
- Best Fight against the System: Hidden Figures – Unerkannte Heldinnen (Hidden Figures)
- Best Musical Moment: You’re the One That I Want aus Grease: Live
- Trending: Run The World (Girls) Channing Tatum und Beyoncé – Lip Sync Battle

### 2018
- Film des Jahres: Black Panther
- Bester Filmschauspieler: Chadwick Boseman – Black Panther
- Beste Serie: Stranger Things
- Bester Schauspieler in einer Serie: Millie Bobby Brown – Stranger Things
- Beste Comedy-Darstellung: Tiffany Haddish – Girls Trip
- Bester Held: Chadwick Boseman – Black Panther
- Bester Bösewicht: Michael B. Jordan – Black Panther
- Bester Kuss: Nick Robinson und Keiynan Lonsdale – Love, Simon
- Verängstigste Darbietung: Noah Schnapp – Stranger Things
- Bestes Team: „Der Klub der Verlierer“ (Finn Wolfhard, Sophia Lillis, Jaeden Lieberher, Jack Dylan Grazer, Wyatt Oleff, Jeremy Ray Taylor, Chosen Jacobs) – Es
- Beste Kampfszene: Gal Gadot vs. deutsche Soldaten – Wonder Woman
- Beste Musik-Dokumentation: Lady Gaga – Gaga: Five Foot Two
- Beste Reality-Serie: Keeping Up with the Kardashians
- Scene Stealer: Madelaine Petsch – Riverdale
- Best Musical Moment: Mike (Finn Wolfhard) und „Elfi“ (Millie Bobby Brown) tanzen zu „Every Breath You Take“
- Generation Award: Chris Pratt
- Trailblazer Award: Lena Waithe